# Pabstiella fusca
Pabstiella fusca är en orkidéart som först beskrevs av John Lindley, och fick sitt nu gällande namn av Guy Robert Chiron och Xim.Bols. Pabstiella fusca ingår i släktet Pabstiella och familjen orkidéer. Inga underarter finns listade i Catalogue of Life.

## Bildgalleri

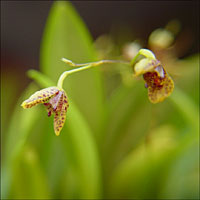